# Tiubuk
Tiubuk (ros. Тюбук) – wieś (sieło) w Rosji, w obwodzie czelabińskim, w rejonie kaslińskim. W 2010 liczyła 2863 mieszkańców.